# Kënga Magjike 2002
Kënga Magjike 4 hölls i november 2002 i Pallati i Kongreseve i Tirana. För andra året i rad leddes programmet av duon Ardit Gjebrea och Natalia Estrada. Programmet sändes för andra året på TVA och president över juryn var Margarita Kristidhi. Vera Grabocka var tävlingens regissör. Vann gjorde Mira Konçi med låten "E pathëna fjalë".

## Deltagare
Nedan följer ett urval av tävlingens deltagare.
- Mira Konçi – "E pathëna fjalë"
- Alketa Vejsiu – "Ekzistoj"
- West Side Family – "Mesazh"
- Inida Gjata – "Hormoniale gjer në dej"
- Mimoza Ahmeti – "Dashuri e dhembshuri"